# 貝萊盧伊卡河
貝莱盧伊卡河（烏克蘭語：Белелуйка）是烏克蘭西部的河流，屬於普魯特河的支流。該河流經伊萬諾-弗蘭科夫斯克州的科洛梅亞區，河道全長30公里，流域面積253平方公里。